# 王洙 (北宋)
王洙（997年—1057年），字原叔、一字尚汶，宋州宋城縣人，北宋藏書家、目錄學家。
父王礪。幼年聰穎，博學強記，遍覽方技、術數、陰陽、五行、音韻、訓詁、書法等，無書不讀，學問成家數。初舉進士，因郭稹所連累，兩人俱罷，再舉天聖二年（1024年）甲子科進士，中甲科，補舒城縣尉。晏殊薦其才，為應天府學教授。召為國子監直講，遷大理寺評事、史館檢討、知太常禮院、天章閣侍講、直龍圖閣、同判太常寺。慶曆四年（1044年），坐蘇舜欽進奏院祠神飲酒事，貶知濠州，歷知襄州、知徐州、知亳州。復召為史館檢討、天章閣侍講、同判太常寺，充史館修撰，拜知制誥，權判吏部流內銓。至和元年（1054年）九月，為翰林學士，於館閣時偶然發現蠹簡中有張仲景之《金匱玉函要略方》三卷，上卷為傷寒，中卷論雜病，下卷載其方。經由諸臣校訂，以雜病、飲食、禁忌編成《金匱要略》二十篇。晚喜隸書，尤得古法。至和三年（1056年），改侍讀學士兼侍講學士。嘉祐元年（1056年）九月以病卒，諡曰文，累官至尚書吏部郎中，階朝散大夫，勳輕車都尉，爵開國伯，食邑五百戶。編有《杜工部集》二十卷。歐陽修稱其為人「公為人寬厚樂易，孝於宗族，信於朋友，諸孤不能自立者，皆為之嫁娶。」其子王欽臣，賜進士。